# George Bass (archeolog)
George Fletcher Bass (ur. 9 grudnia 1932 w Columbii, Karolina Południowa, zm. 2 marca 2021 w College Station). − amerykański archeolog. Jest nazywany „ojcem archeologii podwodnej”. Pod koniec życia profesor emeritus na Texas A&M University.

## Życiorys
W 1955 roku ukończył Johns Hopkins University. Studia kontynuował na uczelniach American School of Classical Studies w Atenach i na Uniwersytecie Pensylwanii, gdzie uzyskał stopień doktora w 1964 roku. W 1960 roku stał na czele pierwszej ekspedycji, która odkryła wrak antycznego statku w okolicach przylądka Gelidonia na południowym wybrzeżu Turcji. Od tego czasu przewodził kilku ekspedycjom, odkrywając wraki z epok brązu, starożytności i z czasów istnienia Bizancjum. W 1973 roku założył Institute of Nautical Archaeology (INA). Prowadził także klasyczne prace wykopaliskowe w Lernie i na Santorynie (Grecja), w Gordon (Turcja) i na południu Włoch. 
Laureat licznych nagród naukowych, w tym: National Medal of Science, Złotego Medalu Archaeological Institute of America, Lowell Thomas Award przyznanej przez The Explorers Club, La Gorce Gold Medal i Centennial Award przyznanych przez National Geographic, Medalu J.C. Harringtona przyznany przez The Society for Historical Archaeology. Doktor honoris causa uniwersytetów Boğaziçi (Stambuł) i University of Liverpool. Autor wielu prac z zakresu archeologii. 
W październiku 2008 roku gościł w Polsce na zaproszenie Muzeum Nurkowania w Warszawie.